# Walmersbach
Der Walmersbach ist ein gut anderthalb Kilometer langer Bach im rheinland-pfälzischen Landkreis Südwestpfalz. Er ist ein linker Zufluss des Salzbachs im Südwestlichen Pfälzerwald.

## Name
Um das Jahr 1500 wurde der Bach als Balmesbach erstmals schriftlich erwähnt. Die Deutung des Namens ist unsicher. Wahrscheinlich liegt ihm ein Personenname wie Balmund zu Grunde.

## Geographie

### Verlauf
Der Bach entspringt zwischen dem Langenberg im Norden und dem  333,2 m hohen Langeck im Süden auf einer Höhe von etwa 250 m ü. NHN aus dem Walmersbrunnen. Seine Quelle liegt in einem Gebüsch nördlich der Bundesstraße 10 direkt an der Grenze der beiden Ortsgemeinden Münchweiler an der Rodalb und Ruppertsweiler. Etwas westlich führt die Anna-Wildbrücke, auch Grünbrücke Walmersbach genannt, über die Bundesstraße.
Der Walmersbach fließt zunächst in einem Tal zwischen dem Langenberg auf der linken Seite und dem Langeck auf der rechten direkt nördlich der B 10 in Richtung Osten an der Gemeindegrenze entlang. Nach etwa 700 Metern unterquert der Bach dann die Bundesstraße und läuft danach zwischen der B 10 und der K 92 weiterhin ostwärts entlang der Grenze. Er wechselt nun im Süden des 324,6 m hohen Kaltenbacher Bergs seine Laufrichtung nach Südosten und fließt dann südlich an einem kleinen Teich vorbei.
Der Bach unterquert noch die L 487, läuft dann kurz durch die Feuchtwiesen der Salzbachaue nunmehr an der Gemeindegrenze von Hinterweidenthal und Ruppertsweiler entlang und mündet schließlich direkt an der Grenze auf einer Höhe von ungefähr 220 m ü. NHN von links in den aus dem Südwesten kommenden unteren Salzbach.  Auf der anderen Seite des Salzbachs steht der Teufelstisch, ein 14 m hoher, an einen Tisch erinnernder Pilzfelsen  mit einem sich östlich anschließenden Erlebnispark. Nördlich des Felsens erhebt sich der 323,9 m hohe Handschuhkopf.
Der 1,57 km lange Lauf des Walmersbachs endet ungefähr 30 Höhenmeter unterhalb seiner Quelle, er hat somit ein mittleres Sohlgefälle von etwa 19 ‰.

### Einzugsgebiet
Das 2,209 km² große Einzugsgebiet des Walmersbachs liegt im Südwestlichen Pfälzerwald und wird durch ihn über den Salzbach, die Lauter und den Rhein zur Nordsee entwässert.
Es grenzt
- im Südwesten an das Einzugsgebiet des Schnepfenberger Salzbachs, der in den Salzbach mündet;
- im Westen an das der  Rodalb, die über den Schwarzbach, die Blies, die Saar und die Mosel in den Rhein entwässert;
- im Norden  an das des Kaltenbachs, der in den Salzbach mündet und
- ansonsten an das des Salzbachs direkt.

Fast das gesamte Einzugsgebiet ist bewaldet, nur im Mündungsbereich dominieren Feuchtwiesen. Die höchste Erhebung ist der Langenberg mit einer Höhe von 437,6 m ü. NHN im Norden des Einzugsgebiets.